# Tatyana McFadden
Tatyana McFadden (San Petersburgo; 21 de abril de 1989) es una corredora en silla de ruedas nacida rusa nacionalizada estadounidense, ganadora de seis Grandes Maratones entre los años 2016 y 2018.
Tatyana McFadden también participó en los Juegos paralímpicos de Atenas 2004, Pekín 2008, Londres 2012 y Río de Janeiro 2016, en pruebas desde los 100 metros hasta la maratón.